# Shapna
Shapna is een geslacht van spinnen uit de familie wolfspinnen (Lycosidae).

## Soorten
De volgende soorten zijn bij het geslacht ingedeeld:
- Shapna pluvialis Hippa & Lehtinen, 1983